# Takehito Shigehara
Takehito Shigehara (japanisch 茂原 岳人 Shigehara Takehito; * 6. Oktober 1981 in der Präfektur Gunma) ist ein ehemaliger japanischer Fußballspieler.

## Karriere
Shigehara erlernte das Fußballspielen in der Schulmannschaft der Maebashi Ikuei High School. Seinen ersten Vertrag unterschrieb er 2000 bei den Vissel Kobe. Der Verein spielte in der höchsten Liga des Landes, der J1 League. Für den Verein absolvierte er 15 Erstligaspiele. 2002 wechselte er zum Zweitligisten Kawasaki Frontale. Für den Verein absolvierte er 69 Spiele. 2004 wechselte er zum Erstligisten Kashiwa Reysol. Für den Verein absolvierte er 15 Erstligaspiele. 2005 wechselte er zum Ligakonkurrenten Sanfrecce Hiroshima. Für den Verein absolvierte er 28 Erstligaspiele. 2006 wechselte er zum Ligakonkurrenten Kawasaki Frontale. Im Juli 2006 wechselte er zum Ligakonkurrenten Ventforet Kofu. Für den Verein absolvierte er 46 Erstligaspiele. 2008 wechselte er zum Ligakonkurrenten Kashiwa Reysol. Ende 2008 beendete er seine Karriere als Fußballspieler.

## Erfolge
Kawasaki Frontale
- J1 League

Vizemeister: 2006
Kashiwa Reysol
- Kaiserpokal

Finalist: 2008